# Spinazzola
Spinazzola (Spenazzòle in dialetto spinazzolese) è un comune italiano di 5 827 abitanti della provincia di Barletta-Andria-Trani in Puglia. Fa parte del parco nazionale dell'Alta Murgia e ha fatto parte della comunità montana della Murgia Barese Nord-Ovest.
Confina a ovest con la Basilicata, cui è appartenuta fino al 4 giugno 1811, quando Gioacchino Murat, ridisegnando le provincie del Regno, decretò il passaggio di Spinazzola in Terra di Bari, sottraendola al distretto di Matera.

## Geografia fisica

### Territorio

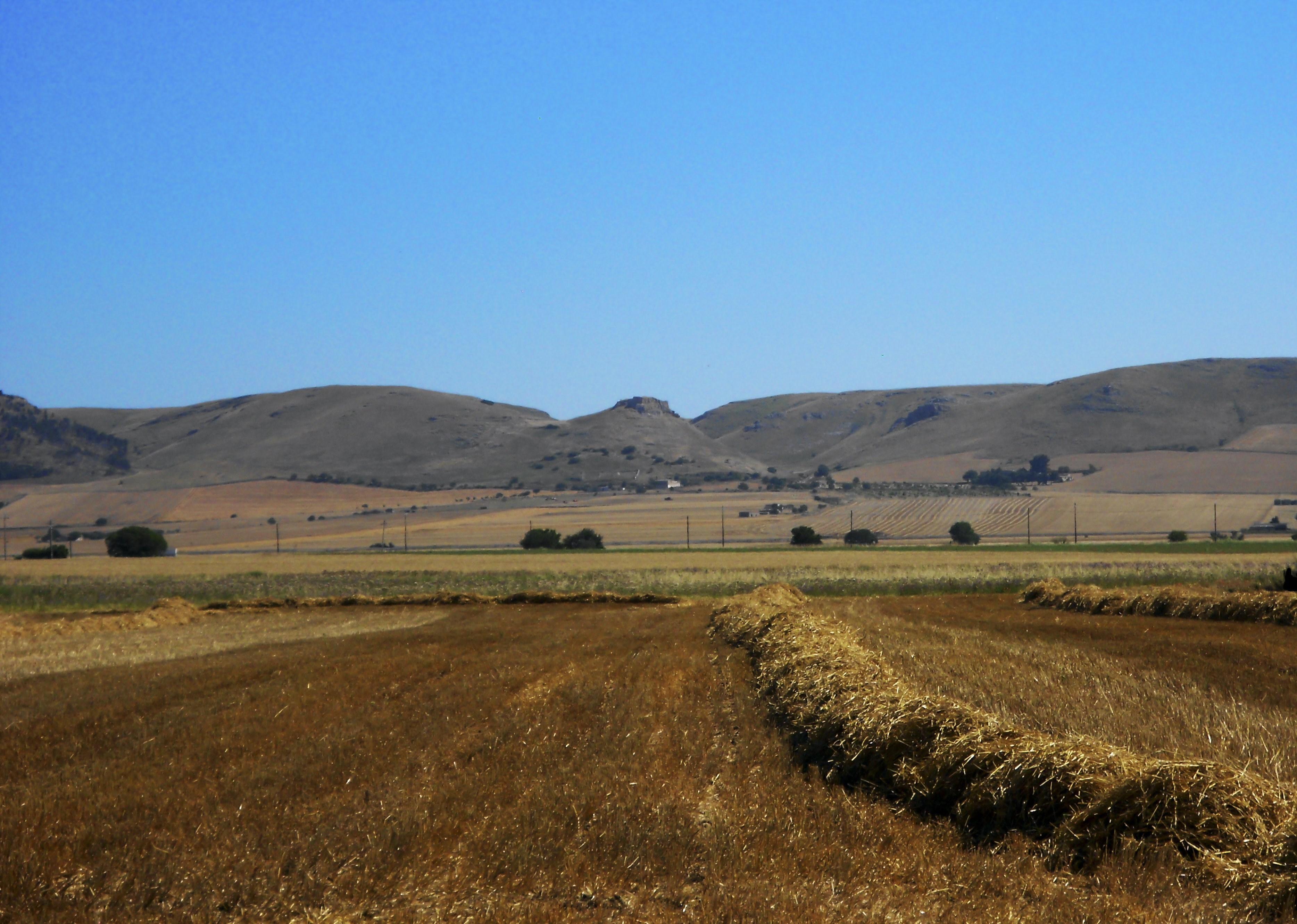
Rocca del Garagnone

Il paese è situato sul versante occidentale delle Murge Pugliesi, su un territorio collinare chiamato “Sella di Spinazzola”. Il comune si estende per circa 23 km di lunghezza e 9 km di larghezza, per un totale di 18000 mq² a 435 metri sul livello del mare. La cittadina sorge su una terrazza circondata da scarpate affacciata sulla valle del torrente Locone, il principale affluente del fiume Ofanto. Nelle pendici delle scarpate sgorgano numerose sorgenti (Pilone, Raica, di Rolla, Gadone Turcitano, S. Francesco, Casalvecchio, Accannata, Paredano, San Vincenzo) che fanno di Spinazzola un paese ricco d'acqua, in contrasto con la generale scarsità tipica della regione.
Ad ovest del paese, vi sono dei boschi latifoglie prevalentemente di roverelle, immersi nelle valli confinanti con la Basilicata.

### Clima
Il clima di Spinazzola è di tipo sub-litoraneo e spesso presenta caratteristiche tipiche dei climi continentali a causa dell'altitudine e della lontananza dal mare. Gli inverni sono moderatamente freddi e le estati calde e asciutte. La temperatura media del mese di gennaio è di circa +5 °C, mentre in estate si aggira attorno ai +23 °C. Le precipitazioni annue sono modeste e si attestano attorno ai 600mm. Le piogge sono abbondanti durante i mesi invernali e autunnali con massimi pluviometrici a novembre, in estate sono molto scarse e si verificano a volte sotto forma di brevi rovesci temporaleschi durante le ore pomeridiane. Le nevicate sono modeste e si verificano quasi esclusivamente da dicembre a marzo, in presenza di aria fredda proveniente dai Balcani e dal Nord Europa.

## Storia
Sebbene non sia verificabile la tradizionale identificazione con la Statio ad Pinum, tappa della Via Appia romana, la cittadina potrebbe essere stata fondata in epoca molto antica.
Nel 1811 il re di Napoli Gioacchino Murat decretò il distacco dalla Basilicata e il passaggio di Spinazzola alla Puglia, in Terra di Bari.
Nel corso del XIX secolo il paese cominciò a espandersi fuori dell'antico nucleo, per assumere l'attuale caratteristica di borgo in linea, quasi completamente disteso lungo la strada provinciale 230.
Nel 2004 il comune di Spinazzola, già parte Provincia di Bari, è entrato a far parte della nuova Provincia di Barletta-Andria-Trani.

### Simboli

Lo stemma come concesso nel 1936

L'originario stemma del comune è stato concesso con decreto di riconoscimento del 24 ottobre 1936, cui è seguito il riconoscimento del gonfalone con R.D. 21 dicembre 1936, e veniva così blasonato:
Il successivo statuto comunale, attribuisce al comune uno stemma così blasonato:
Ciononostante, il comune fa uso di una variante dello stemma con campo azzurro.
Il gonfalone è un drappo di bianco.

## Monumenti e luoghi d'interesse

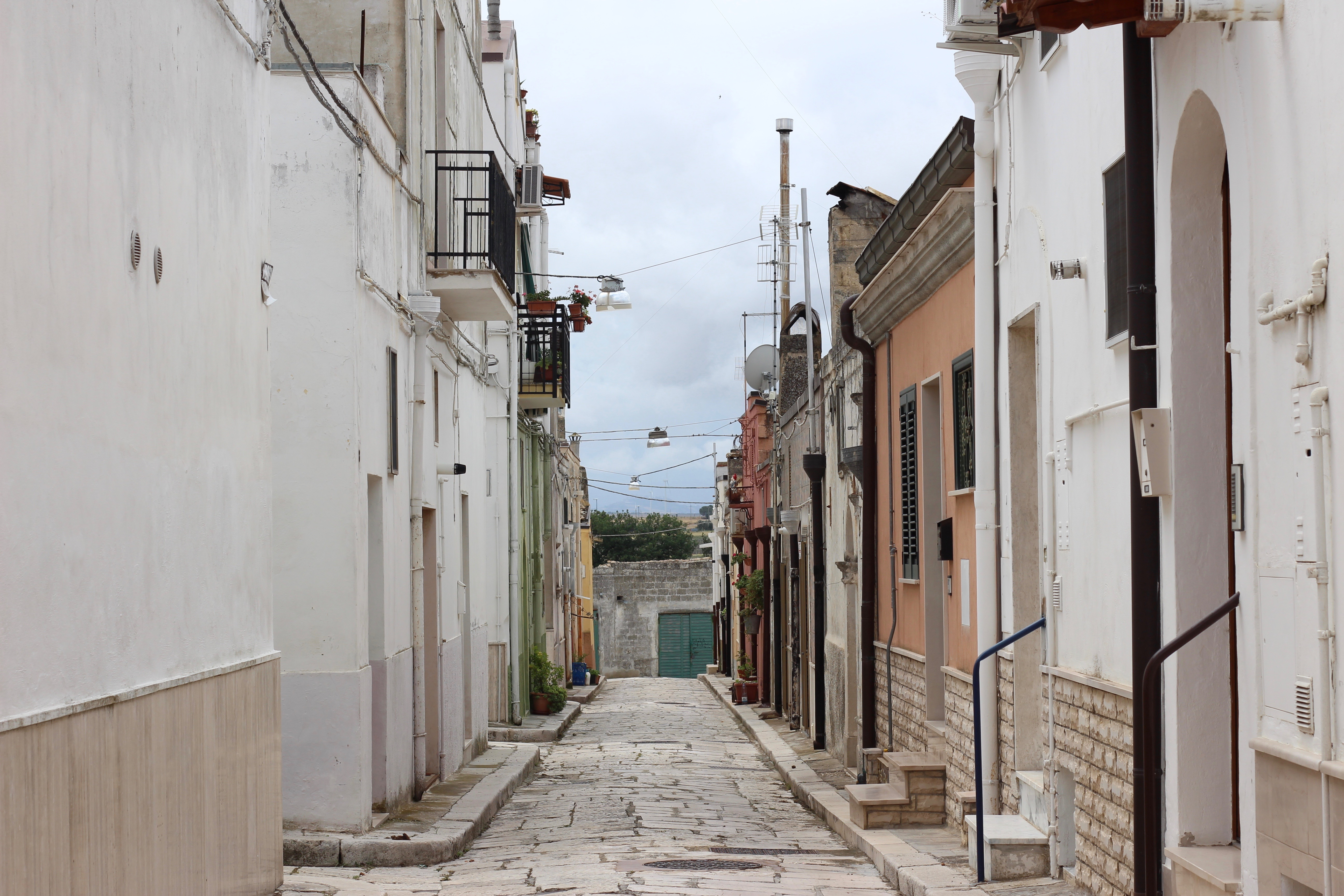
Via Acerenza

Con l'abbattimento, all'inizio del XX secolo, del castello Pignatelli, a Spinazzola si conservano alcuni resti d'una cinta muraria medioevale, una commanderia dell'ordine gerosolimitano e la cinquecentesca chiesa madre (San Pietro apostolo) e il primo ospedale Templare in Puglia. 
Ruderi del castello del Garagnone ubicato nell'omonima contrada, sulle rocce della Murgia, fra Poggiorsini e Spinazzola, appartenuto al feudo degli Orsini. In contrada Grottelline, (zona 21 ponti) vi sono resti di abitazioni preistoriche probabilmente neolitiche, scavate nella roccia sulla superficie affiorano cocci di ceramiche nere e con figure geometriche, di epoca più recente.
Presso Spinazzola si trovano anche i ruderi del castello normanno. Altro monumento presente a Spinazzola è l'Epitaffio, ubicato nell'omonima località, manufatto storico realizzato nel 1631 per ricordare il vecchio "Tratturo Regio Melfi-Castellaneta", che all'epoca dei romani consentiva agli armenti di spostarsi.

### Architetture civili e palazzi storici

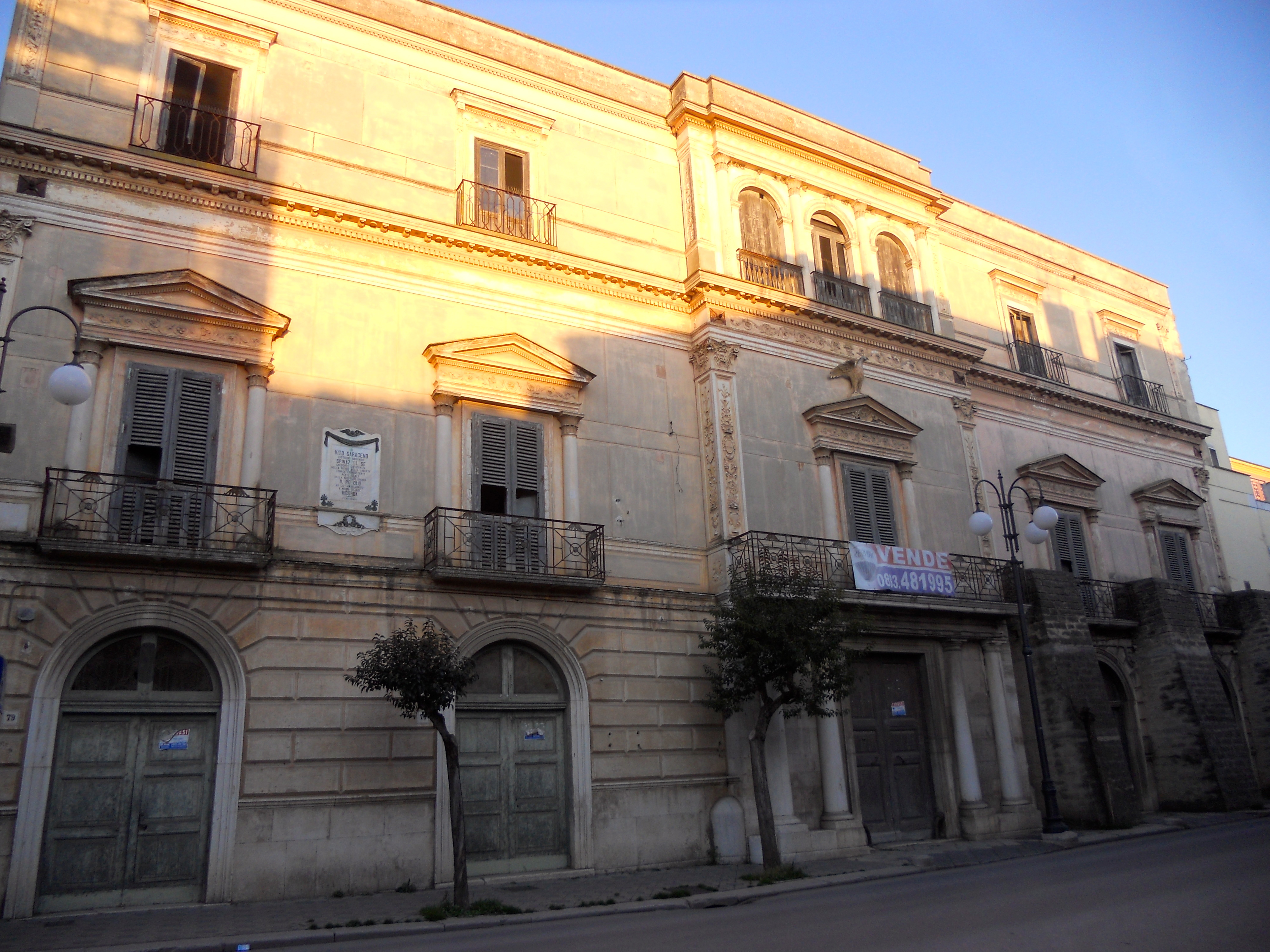
Palazzo Saraceno

Nel tessuto abitativo di Spinazzola sono presenti pochi ma importanti palazzi storici scampati alle demolizioni del XX secolo, tra i quali:
- Palazzo Spada. Il nucleo originale, del XV secolo, è stato successivamente oggetto di una rivisitazione che riflette gli stilemi del barocco pugliese e che si ritrovano nelle facciate, con dettagli scolpiti in pietra locale, tra i quali lo stemma della famiglia Spada, portali ad arco e finestre ornate. L'interno conserva alcuni affreschi, decorazioni e arredi.
- Palazzo Saraceno
- Palazzo Aquilecchia
- Palazzo Messere
- Palazzo D'Innella
- Palazzo Aglieta
- Palazzo Guidone e Catalani
- Palazzo Gagliardi
- Palazzo in piazza Plebiscito
- Palazzo in via Alfieri angolo via La Valle
- Palazzo in via Berlinguer angolo via La Noce

Altro edificio di grande valore storico-architettonico è il vecchio ospedale Santa Maria La Civita, ex convento di Cappuccini (parzialmente crollato per incuria).

### Architetture religiose
- Chiesa dell'Annunziata, situata nel centro della città, vicino alla sede del Comune, edificata nel suo complesso originario con fondi dell'università locale, con licenza di Bonifacio IX del 5 dicembre 1391, ex convento francescano.
- Chiesa di San Sebastiano, situata sulla piazza che da essa prende il nome.
- Chiesa di San Nicola.
- Chiesa di San Pietro Apostolo (chiamata dagli spinazzolesi "Chiesa Madre"), situata nel centro storico, nei pressi dei ruderi del castello.
- Cappella di San Vito.
- Santuario di Maria Santissima del Bosco, situata nei pressi del boschetto comunale a pochi km dal centro abitato; custodisce la sacra immagine della "Madonna del Bosco" che il martedì dopo Pasqua viene portata in processione in Paese e posta nella "Chiesa Madre" per essere poi riportata, nel mese di agosto, presso il santuario.
- Chiesa del Purgatorio, situata nella piazza principale, Piazza Plebiscito.
- diverse cappelle diroccate nel centro storico: San Giuseppe ecc,
- Chiesa annessa all'Ospedale.
- Chiesa San Nicola

### Fontane e masserie
Le fontane più importanti, sia da un punto di vista storico che utilitario, sono otto. Esse sono: Dirolla, Raica, Pilone, San Francesco, San Vincenzo, Gadone, Accannata, Casalvecchio, Pisciarello.
Di interesse storico-architettonico sono le masserie disseminate sul territorio di Spinazzola, strutture agricole che sono caratterizzate da una architettura tipicamente legata al lavoro agricolo e all'allevamento del bestiame. Tra queste masserie ci sono "Donna Teresina Spada", Paredano Pulcinella, Quadrone, Accannata, le numerose masserie in contrada Santa Lucia e la masseria Capo d'acqua ex senatore Saraceno, che per lascito testamentario è di proprietà comunale e viene concessa in affitto alla congregazione dei poveri. Le masserie più belle sono considerate "Beni Culturali" e per questo sottoposte a vincoli di tutela.

### Boschi
- Santa Lucia di Matera dall'omonima contrada;
- Monterozzi di Labriola-eredi longo, adiacente ai boschi masseria Raffaele De Cesare (oggi Falcicchio), famiglia D'Innella per complessivi circa 100 ettari;
- Difese comunali;
- Boschetto Spada famiglia Cotturri;
- Bosco eredi Lograno, ove si erge la quercia (roverella) più grande della Puglia[senza fonte], confinante con il territorio di Montemilone.

## Società

### Evoluzione demografica
Abitanti censiti

### Etnie e minoranze straniere
Secondo i dati ISTAT al 31 dicembre 2010 la popolazione straniera residente era di 195 persone.
Le nazionalità maggiormente rappresentate in base alla loro percentuale sul totale della popolazione residente erano:
- Romania 124

## Cultura

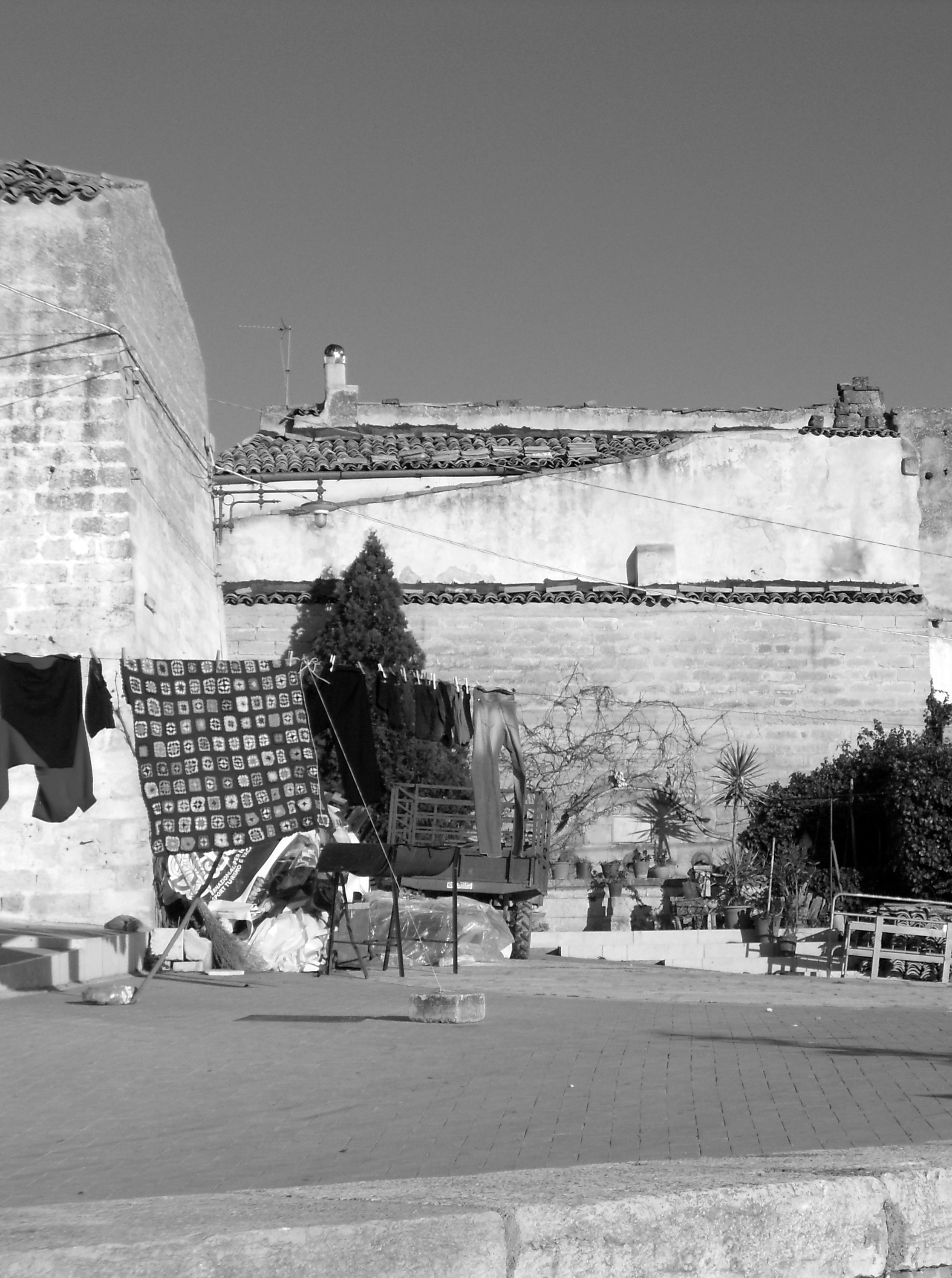
Il Borgo Antico di Spinazzola

### Cinema
Nel 1963 in città è stato girato in parte il film I basilischi, per la regia di Lina Wertmüller.
Nel 1995 è stato girato il film Ninfa plebea, sempre per la regia di Lina Wertmüller.
Nel 2019 a Spinazzola è stato girato il film Tolo Tolo per la regia di Checco Zalone.
Nel 2019 Spinazzola è stata protagonista delle riprese del cortometraggio "Un Giudice Ragazzino" del giovane regista spinazzolese Pier Glionna.
Nel 2021 il cortometraggio "Clementina", diretto dallo spinazzolese Pasquale Coletti, viene selezionato ai David di Donatello 2021.
Nel 2022 a Spinazzola nei pressi del Castello del Garagnone vengono girate alcune scene della serie That Dirty Black Bag.

## Economia
L'attività principale è l'agricoltura, praticata da imprese, in generale di piccole dimensioni, specializzate nella produzione cerealicoltura, ed attività connesse: commercio di cereali e sementi, macchine agricole e insaccamento di fertilizzanti. Ricade inoltre tra i territori di produzione della Lenticchia di Altamura che ha ottenuto nel 2017 l'Indicazione geografica protetta (Unione europea). La relativa ricchezza d'acqua del territorio incoraggia anche colture orticole ed in serre. Alla tradizione artigianale va segnalata la produzione di abiti da sposa.

## Infrastrutture e trasporti

### Ferrovie
Il paese aveva fino a qualche anno fa la stazione di Spinazzola posta a intersezione tra la linea Rocchetta Sant'Antonio-Gioia del Colle e la linea Barletta-Spinazzola.

## Amministrazione
Di seguito è presentata una tabella relativa alle amministrazioni che si sono succedute in questo comune.
| Periodo          | Periodo          | Primo cittadino         | Partito                                                | Carica              | Note   |
| ---------------- | ---------------- | ----------------------- | ------------------------------------------------------ | ------------------- | ------ |
| 22 luglio 1988   | 4 ottobre 1990   | Giuseppe Saulle         | Partito Comunista Italiano                             | Sindaco             | [ 19 ] |
| 4 ottobre 1990   | 5 giugno 1991    | Nicola Gesualdi         | Democrazia Cristiana                                   | Sindaco             | [ 19 ] |
| 5 giugno 1991    | 22 gennaio 1993  | Francesco Raimo         | Partito Democratico della Sinistra                     | Sindaco             | [ 19 ] |
| 2 dicembre 1993  | 17 novembre 1997 | Michele D'Ercole        | -                                                      | Sindaco             | [ 19 ] |
| 17 novembre 1997 | 30 luglio 2001   | Giuseppe Barrasso       | L'Ulivo                                                | Sindaco             | [ 19 ] |
| 30 luglio 2001   | 28 maggio 2002   | Nicola Covella          |                                                        | Comm. straordinario | [ 19 ] |
| 28 maggio 2002   | 19 gennaio 2006  | Savino Ernesto Saraceno | Casa delle Libertà                                     | Sindaco             | [ 19 ] |
| 30 maggio 2006   | 17 maggio 2011   | Carlo Giuseppe Scelzi   | L'Unione                                               | Sindaco             | [ 19 ] |
| 17 maggio 2011   | 6 giugno 2016    | Nicola Di Tullio        | Lista civica - Centro-destra: Rinascita per Spinazzola | Sindaco             | [ 19 ] |
| 6 giugno 2016    | 3 ottobre 2021   | Michele Patruno         | Lista civica - Centro-destra: Viviamo Spinazzola       | Sindaco             | [ 19 ] |
| 3 ottobre 2021   | in carica        | Michele Patruno         | Lista civica - Centro-destra: Viviamo Spinazzola       | Sindaco             | [ 19 ] |

### Gemellaggi
- Verbania, dal 1994[20]

## Sport

### Calcio
Fino al 2016 c'erano due squadre di calcio in città: la U.S.D. Nuova Spinazzola, che militava nel girone A pugliese di Prima Categoria, e la Usd Spinazzola 1976, che militava invece nel girone A pugliese di Terza Categoria.
Nel luglio 2016 c'è stata la fusione tra le due società, che ha portato alla nascita della USD Nuova Spinazzola 76, che partecipa al campionato di Eccellenza pugliese.